# تنظيم الذئاب الرمادية
تنظيم الذئاب الرمادية أو الذئاب الرمادية (بالتركية: Ülkü Ocakları Eğitim ve Kültür Vakfı)‏ (بالإنجليزية: Grey Wolves)‏ وتسمى أيضا الشباب المثالي وتعرف رسميا باسم (بالتركية: Ülkü Ocakları)‏، هي منظمة تركية يمينية متطرفة تشكلت في أواخر عام 1960م، وكانت صاحبة معسكرات الذئاب الرمادية وتعد الذراع المسلح غير الرسمي لحزب الحركة القومية، مشهورة بكرهها المتطرف للأكراد والعرب و الأرمن و اليونانيين ، وكانت معادية للسلطة التركية، وقد سبق أن اتُّهمت بالإرهاب. أما اليوم فهي من أكبر المؤيدين لرئاسة رجب طيب أردوغان.

## التسمية والرمزية
يُعرف أعضاء المنظمة باسم Ülkücüler، وهي كلمة تعني حرفياً «المثاليين». اسمها غير الرسمي مستوحى من الأسطورة القديمة لأسينا، وهي ذئبة كانت في منطقة أرجينيكون، مذكورة في أسطورة تنغرية قديمة مرتبطة بالأصول العرقية التركية في سهول آسيا الوسطى. يرمز الذئب في تركيا إلى الشرف. لدى الذئاب الرمادية «تركيز قوي على القيادة والتنظيم الهرمي والشبيه بالجيش».
تستخدم الذئاب الرمادية أيضًا ما يصفه الباحث أحمد إنسيل بأنه «شعارات فاشية مستوردة من أمريكا»، مثل «إما أن تحبها أو أن تترُكها!» (بالتركية: Ya Sev Ya Terk Et)‏ و«الشيوعيون إلى موسكو» (بالتركية: Komünistler Moskova'ya)‏.

تحية الذئاب الرمادية هي إيماءة باليد على شكل رأس ذئب: «رفع إصبع الخنصر والسبابة مع تجميع بقي الأصابع ممتدة إلى الأمام». حُظرت جماعة الذئاب الرمادية في النمسا في فبراير/شباط 2019م. أما في ألمانيا فقد اقترح حزب الاتحاد الديمقراطي المسيحي (CDU) وحزب اليسار حظر التحية في أكتوبر 2018م، واصفين إياها بالفاشية.

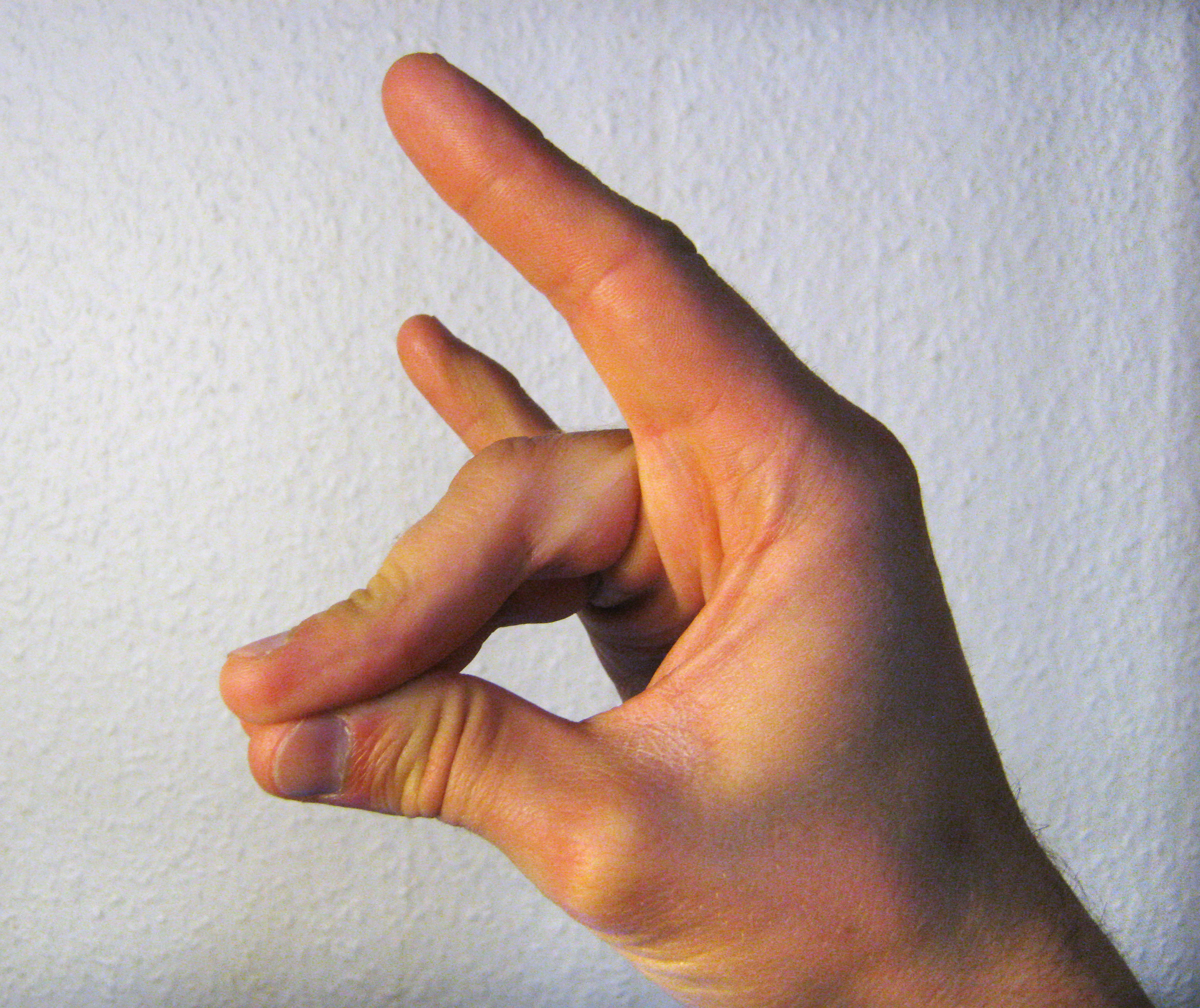
تحية الذئاب الرمادية.

## التأسيس

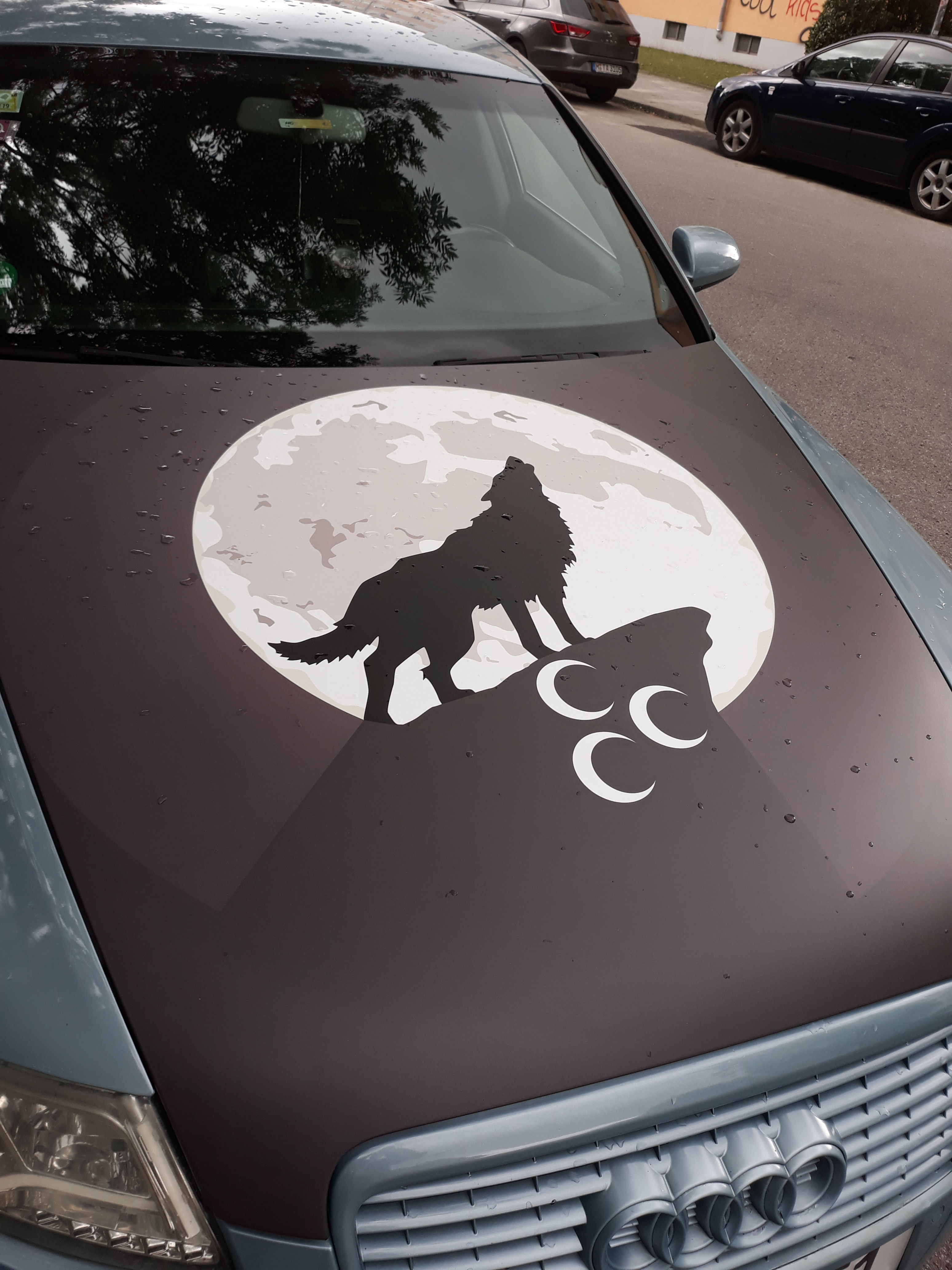
رمز الذئاب الرمادية مطبوع على مقدمة سيارة في ميونيخ بألمانيا، عام 2019م.

أسس منظمة الذئاب الرمادية ألب أرسلان توركش، وهو عقيد سابق في الجيش التركي، وأحد مؤسسي الانقلاب العسكري في تركيا عام 1960م.

العلم غير الرسمي الذي تستخدمه الذئاب الرمادية.

تعد هذه المنظمة الجناح العسكري السري لحزب الحركة القومية وتُسمى هذه المنظمة بـ«حركة الشباب المثالي» ولاحقًا صارت تُسمّى: «فِرَقُ الموت».
تنشط الذئاب الرمادية في قطاعات مختلفة من الاقتصاد، والتعليم، والمراكز الثقافية والرياضية.
تُمثِّل الجامعات والكليات بيئة مهمة لنشاط عناصر المنظمة ولكن سلطتهم الحقيقية وتأثيرهم المباشر يبدأ من الشوارع، وبين الفقراء الساخطين
تألفت منظمة الذئاب الرمادية من الشبان الأتراك حصرًا، وغالبا من الطلاب أو المهاجرين الذين تركوا الريف ونزحوا إلى أكبر مدينتين في تركيا: إسطنبول وأنقرة.

### تاريخ النشاط
من سنة 1968م وحتى الآن.

### أماكن النشاط
تركيا وشمال قبرص والصين وسوريا وأوروبا الشرقية.

## الأفكار
تركز منظمة الذئاب الرمادية في أفكارها على: التفوق للعرق والشعب التركي واستعادة أمجاده وتاريخه، السعي لتوحيد الشعوب التركية في دولة واحدة تمتد من البلقان الوسطى مستلهمين ذلك من تاريخ الدولة العثمانية التي جمعت تحت سلطتها الكثير من الولايات في آسيا وأوروبا وأفريقيا، محاولة دمج الهوية التركية والدين الإسلامي في توليفة واحدة وهو ما تراه مهيمنًا جدا في خطاباتهم وأطروحاتهم، معاداة القوميات الأخرى كالكرد واليونان والأرمن وباقي المجموعات الدينية كالمسيحيين واليهود، ومعارضة القضية الكردية في تركيا بشتى الوسائل.